# 関内駅前港町地区

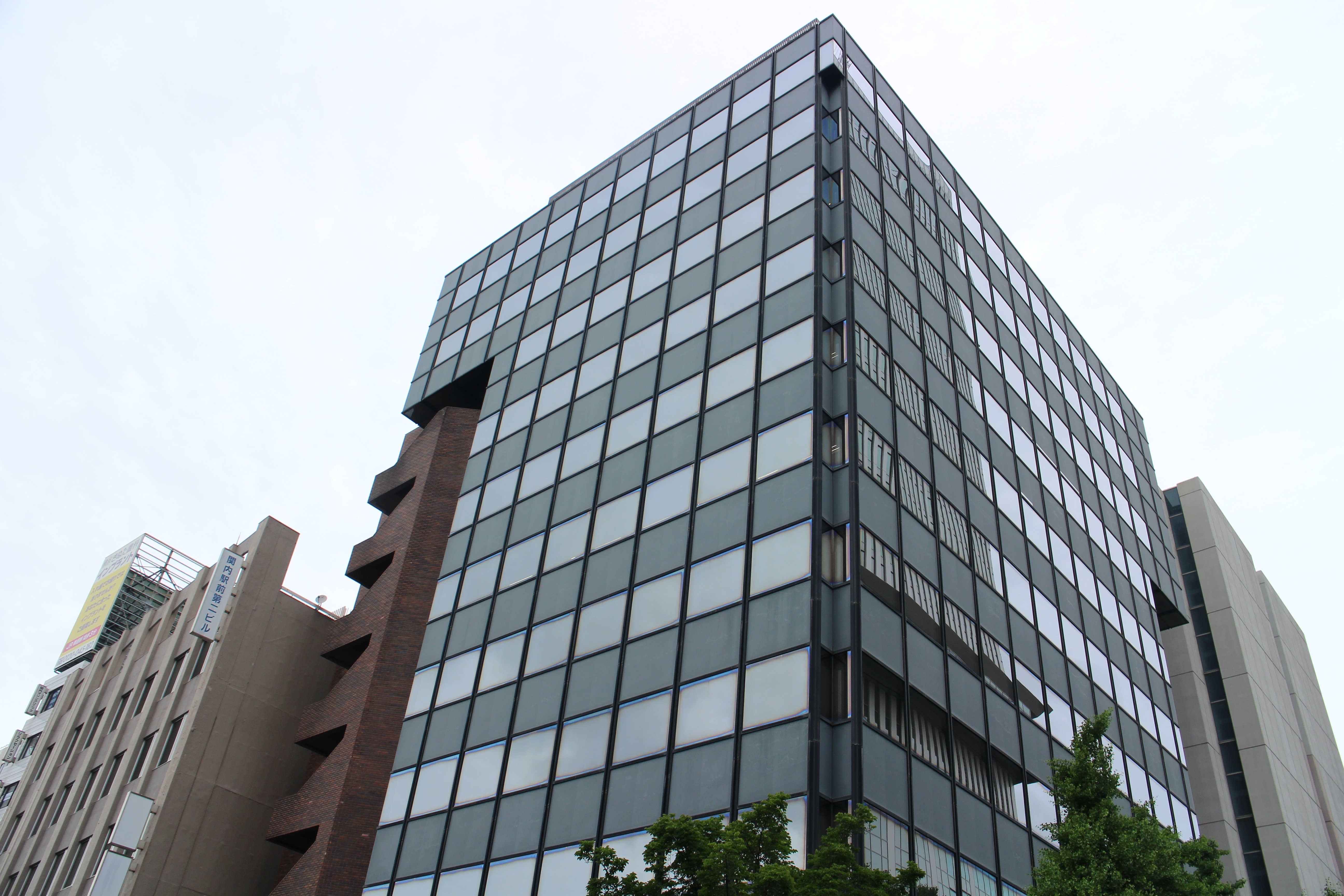
開発予定地にある横浜関内ビル（手前）と関内駅前第二ビル（2025年5月）

関内駅前港町地区（かんないえきまえみなとちょうちく）は、神奈川県横浜市中区にある再開発計画地区の名称。三菱地所を代表企業とし、スターツコーポレーション、フジタ、ケン・コーポレーション、東急不動産、三菱地所レジデンスが参加する再開発組合が主導する。
2024年5月24日に隣接地の関内駅前北口地区と共に「関内駅前地区第一種市街地再開発事業」として都市計画を決定、さらに2025年4月25日に横浜市から再開発組合の設立認可を受け、2025年度内の既存建物解体工事着工および2026年度の新築工事着工、2029年度の完成を目指す。
本項では主に当地区における再開発計画について記す。

## 概要
関内駅北側の中区港町・真砂町・尾上町（いずれも2丁目）にまたがる当地区には関内駅前第一・第二ビル、関内中央ビル、横浜関内ビルなど中規模のオフィスビルが建っているが、昭和40年代後半に建設されたものが多く、老朽化が進行していた。これらのビルには市庁舎に入りきれなかった横浜市役所の部署が入居していたが、2020年に北仲通地区に新市役所が完成したことにより多くの空室が出た。そのため中心市街地である関内地区活性化に向けて、2018年に市街地再開発準備組合を設立し、街づくりの検討が進められた。そして前述のとおり、2025年4月に再開発組合の設立に至り再開発計画が本格化している。
計画では前述の建物などを解体し、その跡地（面積: 約1.4ヘクタール）に地下2階・地上32階建て、最大高さ170メートルの超高層ビルを建設し、中層部（5-24階）のオフィス機能をメインに、低層部（1-4階）に商業施設「くすのきテラス」や体験型ミュージアム（3階）、ナイトクラブ「ATRIUM」（4階/ナイトライフ拠点）など、高層部（25-32階）に高級賃貸マンション（約90戸）やスカイラウンジ（25階/展望施設）を併設するとしている。

## 周辺の開発とデッキ接続
当地区は関内駅北側の再開発エリア「関内駅前地区」のB地区の一部に該当し、同じくB地区の一部で三菱地所が開発を主導する関内駅前北口地区や旧市庁舎跡地のA地区で開発が進むBASEGATE横浜関内（両隣の開発施設）とスムーズに移動できる接続デッキの整備も計画されている。